# Варфоломеевская ночь в Пекине

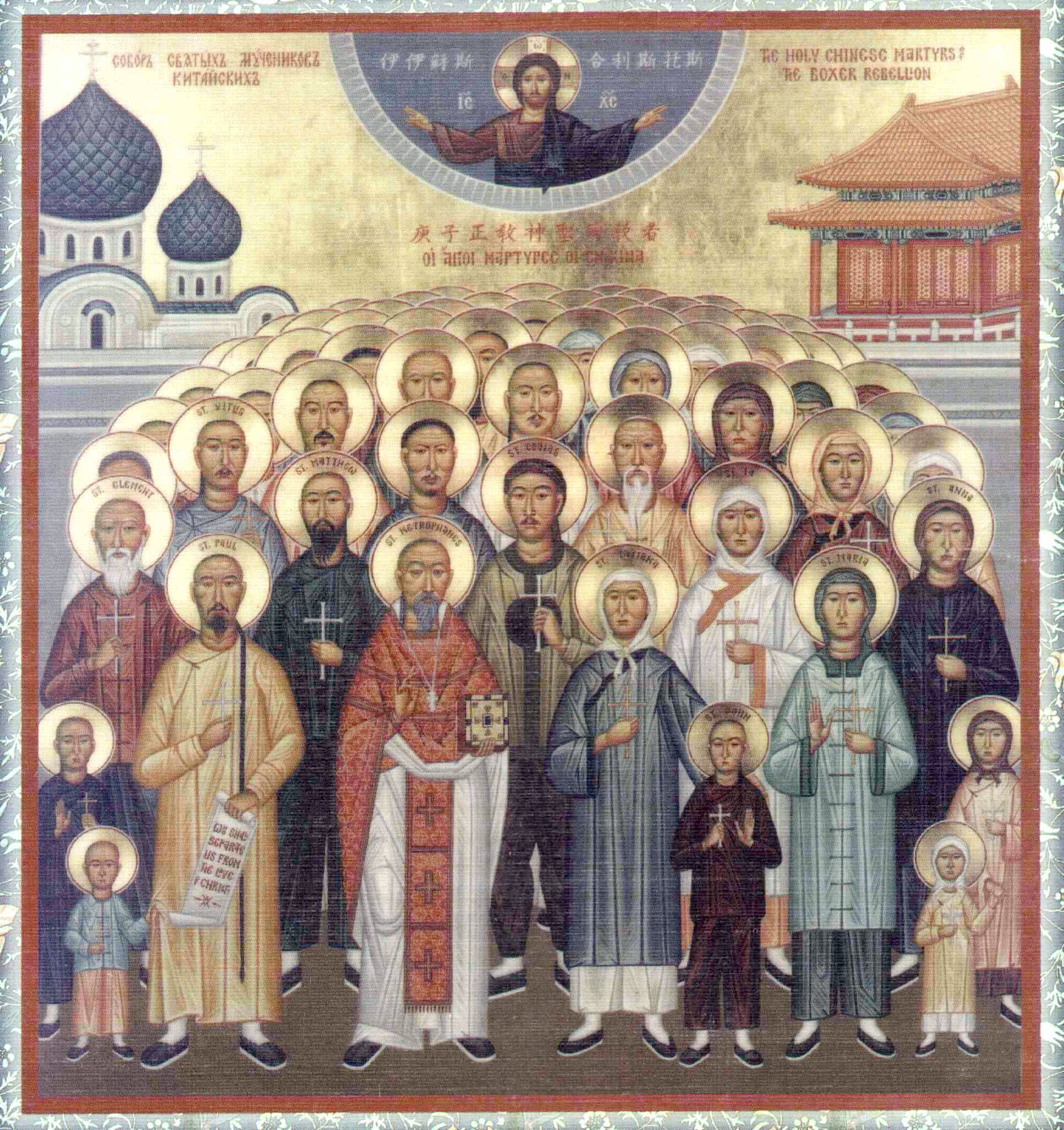
Китайские новомученики Русской Православной Церкви

«Варфоломе́евская ночь в Пеки́не» — события в ночь с 23 на 24 июня 1900 года во время восстания ихэтуаней в Китае, когда повстанцы истребили всех христиан Пекина (за исключением находящихся в Посольском квартале). 
Очевидцы свидетельствовали: «страшна была их [христиан] участь. Им распарывали животы, отрубали головы, сжигали в жилищах». Причиной «Варфоломеевской ночи в Пекине» послужила ненависть китайцев и ихэтуаней к европейцам, которые, помимо миссионерства, активно вмешивались в экономику Цинской империи.
Православные христиане, погибшие в ходе резни, в 1902 году были канонизированы Русской Православной Церковью и объявлены китайскими новомучениками. Уже в 1903 году по ним совершалась служба.